# Yannick Quedzuweit
Yannick Quedzuweit (* 10. August 2007) ist ein deutscher Volleyballspieler.

## Karriere
Quedzuweit spielte von 2023 bis 2025 mit dem VC Olympia München in der dritten Liga Ost. Parallel dazu steht der Junioren-Nationalspieler seit 2024 im Kader der Erstligisten ASV Dachau.